# Les Paumeres
Les Paumeres és una muntanya de 562 metres que es troba al municipi de la Fatarella, a la comarca de la Terra Alta. Al cim podem trobar-hi un vèrtex geodèsic (referència 249137001).